# Педерсен, Алекс (легкоатлет)
Педер Александер (Алекс) Педерсен (норв. Peder Alexander (Alex) Pedersen; 4 февраля 1891, Кристиания — 10 февраля 1955, Осло) — норвежский легкоатлет, выступавший в беге на короткие и средние дистанции. Участник летних Олимпийских игр 1912 года.

## Биография
Алекс Педерсен родился 4 февраля 1891 года в норвежском городе Кристиания (сейчас Осло).
Выступал в легкоатлетических соревнованиях за «Тородд» из Осло. Семь раз становился чемпионом Норвегии в беге на 100 метров (1910, 1915), на 200 метров (1913, 1915) и на 400 метров (1913—1915).
В 1912 году вошёл в состав сборной Норвегии на летних Олимпийских играх в Стокгольме. В беге на 100 метров занял последнее, 4-е место в четвертьфинале. В беге на 400 метров был дисквалифицирован в четвертьфинале. Также был заявлен в беге на 200 метров и эстафете 4х100 метров, но не вышел на старт.
Умер 10 февраля 1955 года в Осло.

## Личные рекорды
- Бег на 100 метров — 10,9 (1913)[2]
- Бег на 400 метров — 51,0 (1915)[2]